# Juglans steyermarkii
Juglans steyermarkii  es una especie de planta en la familia Juglandaceae.

## Descripción
Es un árbol endémico de Guatemala y fue únicamente registrado en el departamento de Huehuetenango. Crece a un altitud de 1200 a 1300 m s. n. m. y puede alcanzar una altura de 17 m. Produce madera y nueces que se parecen a los de otras especies de nogales.

## Taxonomía
Juglans steyermarkii fue descrita por Wayne Eyer Manning y publicado en American Journal of Botany 35(9): 616. 1948.
Etimología
Juglans; nombre genérico que procede del término latíno Juglans que deriva de Jovis glans, "bellotas de Júpiter": figuradamente, una nuez apropiada para un dios.
steyermarkii: epíteto otorgado en honor del botánico estadounidense Julian Alfred Steyermark. 